# La Nuit blanche
Pour plus de détails, voir Fiche technique et Distribution.
La Nuit blanche est un film français réalisé par Richard Pottier, sorti en 1948.

## Synopsis
La vedette d'un cabaret parisien envoie à la mort un chef pilote d'essai et à la suite de ce décès, elle remarque un nouveau client, qui la suivra ensuite à Vienne. Elle ignore seulement que cet inconnu n'est autre que le père du pilote d'essai.

## Fiche technique
- Titre : La Nuit blanche
- Réalisation : Richard Pottier
- Scénario : Yvan Noé et Jacques Natanson
- Dialogues : Jacques Natanson
- Photographie : Robert Lefebvre
- Son : Paul Boistelle
- Décors : Paul-Louis Boutié
- Musique : Joe Hajos
- Montage : Martine Velle
- Société de production : Les Films Tellus
- Tournage : du 9 février au 19 avril 1948
- Pays d'origine :  France
- Format :  Noir et blanc - 35 mm - Son mono
- Genre : Policier
- Durée : 100 minutes
- Date de sortie :
  - France, 3 septembre 1948

## Distribution
- Pierre Brasseur : Pierre
- Jimmy Gaillard : Inspecteur Legrand
- Claude Farell : Cécilia
- Jacques Dacqmine : Jacques
- Pierre Larquey : Émile
- Arlette Merry : Jasmine
- André Brunot : Lestrade
- Jacqueline Duc : la concierge
- Michel Jourdan : un inspecteur
- Henri Bosc : le directeur de la PJ